# Time Inc.
Time Inc. va ser una empresa editorial dedicada a la publicació de revistes en mitjans impresos i digitals. Fundada per Henry Luce i Briton Hadden el 1922.
El 1990 Time Inc. es va fusionar amb Warner Communications formant el conglomerat mediàtic Time Warner (ara WarnerMedia, que és propietat d'AT&T). Aquesta fusió va durar fins que la companyia va ser derivada el 9 de juny de 2014, anant a borsa sota el tíquer TIME. El novembre de 2017, l'empresa editora concurrent Meredith Corporation va anunciar que adquiriria Time Inc. per 2,8 milers de milions de dòlars. L'adquisició es va completar el 31 de gener de 2018.

## Història
Es va publicar el primer número de la revista Time el 3 de març de 1923, després d'haver-se recaptat 86.000 dòlars (amb una meta de 100.000 dòlars), sent aquesta la primera revista setmanal de notícies dels Estats Units. Luce va exercir com a gerent de negocis, mentre que Hadden va exercir d'editor en cap. Luce i Hadden alternaren anualment cada any en els títols de president i secretari-tresorer. Després de la sobtada mort de Hadden el 1929, Luce va fer-se càrrec de la posició de Hadden.
Luce va llançar la revista de negocis Fortune el febrer de 1930 i va crear la revista Life el 1934, també publicaria House & Home el 1952 i Sports Illustrated el 1954. A mitjans de la dècada de 1960, Time Inc. va ser la major i més prestigiosa editorial de revistes en el món.
El president Franklin D. Roosevelt, conscient que la majoria dels editors s'oposaven a ell, va emetre un decret el 1943 que bloquejava els viatges de tots els editors i directors de mitjans; va posar el general George Marshall a càrrec de la seua execució; un dels objectius era Luce.